# Sticky bit
Sticky bit – atrybut pliku lub katalogu w systemach klasy Unix.
W katalogu z ustawionym sticky bit pliki mogą być usuwane lub przemianowywane tylko przez właściciela pliku lub owego katalogu, lub jeśli proces ma prawo ich modyfikacji. Sticky bit jest często stosowany w katalogu /tmp, do którego dostęp mogą mieć wszyscy użytkownicy systemu. Wyklucza to usuwanie przez użytkowników plików do nich nienależących. Dla programów posiadających ustawiony sticky bit oznacza, że dane które on przechowuje, będą po jego zakończeniu nadal przechowywane w pamięci serwera. Ustawienie sticky bit na pliku nie ma sensu, bo wpływa on tylko na foldery.
Słowo to bardzo trudno przetłumaczyć na język polski, w związku z czym najczęściej można się spotkać ze zwykłym anglojęzycznym określeniem, choć pojawiają się też tłumaczenia, np. bit lepkości, bit przyklejony, bit zaczepienia.

## Zastosowanie historyczne
Sticky bit został wprowadzony w piątej edycji Uniksa w 1974 roku. Ustawienie tego bitu dla pliku wykonywalnego powodowało pozostawienie jego segmentu kodu w pamięci wymiany po zakończeniu procesu. Stosowane to było dla często używanych programów (np. edytory tekstu); przyspieszało ich uruchamianie przy kolejnym wywołaniu danego pliku wykonywalnego.